# 蘇宣
蘇 宣（そ せん、1553年 - 1626年+）は、中国明代の篆刻家である。
字は爾宣・嘯民、号は泗水・朗公、眉山蘇宣あるいは大鄣蘇宣と署している。徽州府歙県の人。

## 略伝
蘇宣は、王世貞などと交際し文壇に知られた眉陽先生の三男として生まれたが、幼くして孤児となり呉派を頼って生活した。文彭に師事し何震の影響を受けながら篆刻を学んだ。若い頃より読書を好み六書を中心に経学を博く学び、その文才を示した。しかし、二十歳の頃不公平なことに遭い、敵討ちをして人を殺めてしまったことがあった。しかし、その後心を入れ替え学問・篆刻に打ち込んだ。明代の大収蔵家である顧従徳や項元汴のところで秦漢の古璽を悉く観て研究し、明るく爽やかな作風を確立した。当時、文彭・何震らと並称されるほどに有名であり、新安印派（黄山派・徽派・皖派）の代表的な存在となる。自らの印影を納めた『印略』（万暦45年（1617年））は広く読まれ、江戸時代中期には高芙蓉によって日本に紹介され大きな影響を与えた。門弟には陳彦明・何不違・姚叔儀・顧奇雲ら、いわゆる泗水印派が育つ。

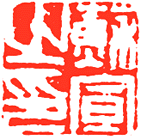
蘇宣之印
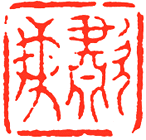
嘯民
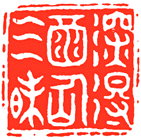
深得酒仙三味
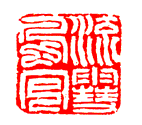
流風迴雪
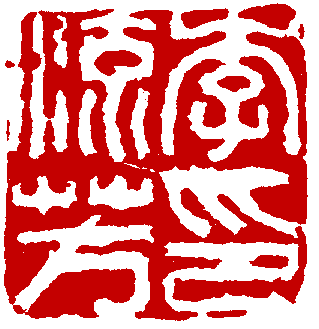
李流芳印
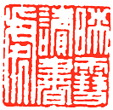
映雪讀書處
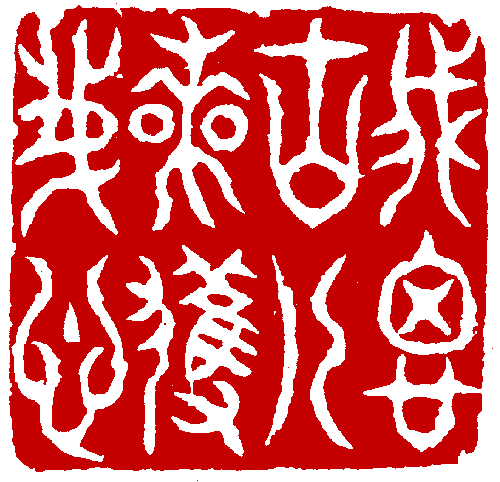
我思古人實獲我心
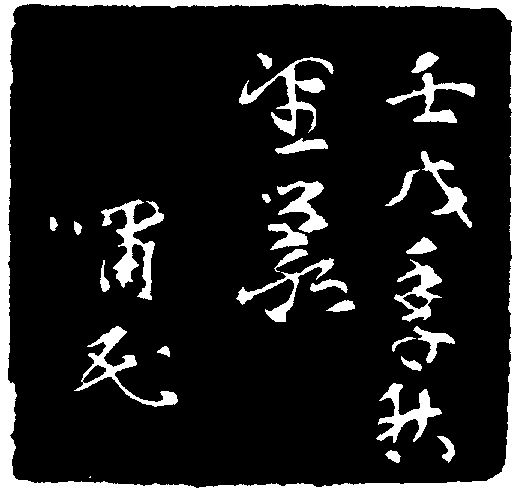
我思古人實獲我心邊款壬戌季鞦望篆嘯民